# SV Stahl Unterwellenborn
SV Stahl Unterwellenborn is een Duitse sportclub uit Unterwellenborn, Thüringen. De club is actief in handbal, voetbal, tafeltennis en volleybal.

## Geschiedenis
De club werd in 1948 opgericht na een fusie tussen SG Zollhaus en SG Könitz als ZBSG „Karl Liebknecht“ Maxhütte. Maxhütte is een deelgemeente van Unterwellenborn. In 1951 werd de naam BSG Stahl Maxhütte aangenomen. In 1957 promoveerde de club voor het eerst naar de Bezirksliga Gera, toen nog de vierde klasse en vanaf 1963 de derde. De club werd in 1970 kampioen en verloor in de eindronde om promotie naar de DDR-Liga. Twee jaar later slaagde de club er wel in te promoveren en speelde twee seizoenen in de DDR-Liga.
Hierna pendelde de club tussen de Bezirksliga en de Bezirksklasse. Na de Duitse hereniging werd de huidige naam aangenomen. De club speelt in de lagere reeksen.